# 繩文真脇站
37°18′13.4″N 137°12′30.6″E / 37.303722°N 137.208500°E

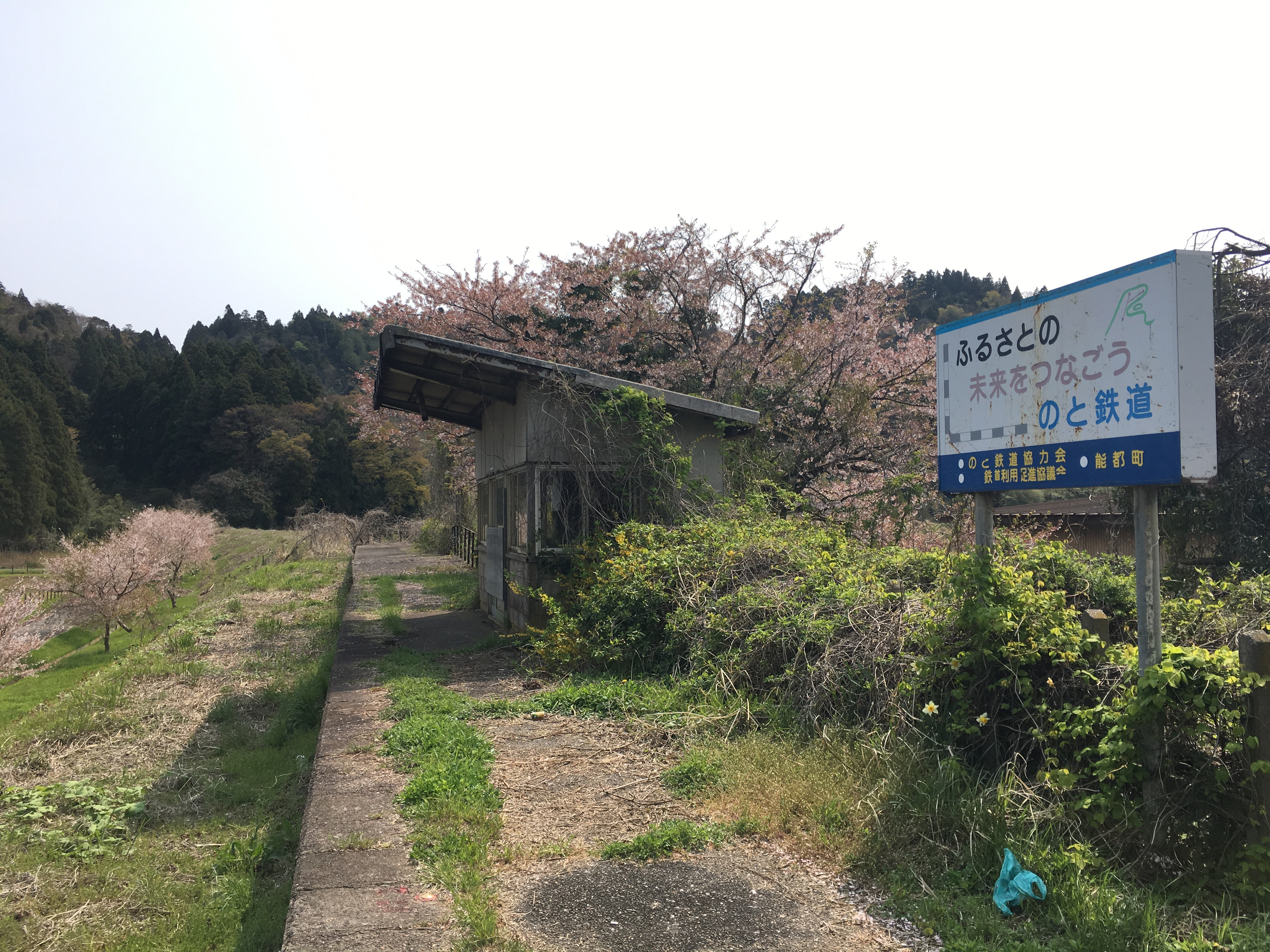
繩文真脇站 (2016年4月)

繩文真脇站  是曾經存在於日本石川縣鳳珠郡能登町真脇，能登鐵道能登線的車站，2005年4月1日廢站。中部車站百選入選車站。